# Elizabeth A. Lynn
Elizabeth A. Lynn (ur. w 1946) – amerykańska pisarka powieści fantastycznych. Jest pierwszą autorką, która wprowadziła postacie gejów i lesbijek do tekstów, których fabuły rozgrywają się w światach science fiction i fantasy.

## Twórczość
Za książkę Wieża Czat, pierwszą część cyklu "Kroniki Tornoru" otrzymała główną nagrodę World Fantasy, a pozostałe części osiągnęły niższe pozycje lub otrzymały nominacje. Jej pierwszą powieścią było A Different Light (1978), w której pojawia się dwóch homoseksualnych bohaterów, w innej, The Sardonyx Net (1981), głównym bohaterem jest seksualny sadysta.

### Książki
- A Different Light (1978)
- Kroniki Tornoru
  - Wieża czat (1979)
  - Tancerze z Arun (1979)
  - Dziewczyna z Północy (1980)
- The Sardonyx Net (1981)
- The Woman Who Loved the Moon and Other Stories (1981)
- The Silver Horse (1981)
- "The Red Hawk" (nowela, 1984)
- Dragon’s Winter (1998)
- Dragon’s Treasure (2004)

### Krótkie opowiadania
- "Jubilee's Story" (in Millennial Women, 1978)